# Queensboro Plaza (metro de Nueva York)
No confundirse con la estación Queens Plaza (línea Queens Boulevard).
Queensboro Plaza es una estación en la línea Astoria y la línea Flushing del Metro de Nueva York de la A y B del Brooklyn–Manhattan Transit Corporation y el Interborough Rapid Transit Company. La estación se encuentra localizada en Astoria, Queens entre la Calle 27 y la Queens Plaza. La estación es servida en varios horarios por los trenes del Servicio  ,  y .

## Curiosidades
En la película "Regreso al planeta de los simios" (1970) en una escena hay un supuesto cartel fosilizado de dicha estación del metro.